# Владимир (князь пинский)
Владимир Глебович (ум. после 1229) — князь Пинский, происходивший из рода Изяславичей Туровских.

## Биография
Предполагается, что был старшим сыном туровско-дубровицкого князя Глеба Юрьевича (ум. в 1196). По версии Л.Войтовича, Владимир был сыном Владимира или Ростислава Святополчичей.
В 1208 году, во время взятия белзским князем Александром Всеволодовичем Владимира-Волынского, был захвачен в плен. В 1219 году во время похода на Владимир венгров под началом Судислава снова был захвачен в плен (также как и четверо других князей), но откупился золотом.
В 1229 году был поставлен польским князем Конрадом I Мазовецким, вновь вступившим в борьбу за Краков с поддержкой Даниила и Василька Романовичей, оберегать Берестейское княжество от набегов ятвягов, напал и разбил шедших воевать с Польшей литовцев, которые были в мире с Даниилом, Васильком и Конрадом, но не в мире с Владимиром. В летописи данные события описаны таким образом:
В лѣто 6737(1229)... Кондратъ приӕ Данила и Василка в великоую любовь и проси ею, а бъıста шла емоу на помощь, и поидоста емоу на помощь на Володислава на стараго, сама же идоста, на воиноу ѡстависта же в Берестии: Володимера Пиньского и Оугровьчанъı, и Берестьѧнъı стеречи землѣ ѿ Ѧтьӕзь. Въ то же времѧ воеваша Литва Лѧхъı, мнѧще мирни соуще, и придоша ко Берестью, Володимѣръ же реч̑: "ѡже 64 есте мирни но мнѣ есте не мирни" и изииде на нѣ и Берьстьӕне вси.Ипатьевская летопись

## Брак и дети
Жена - неизвестна
Сыновья:
- Фёдор Владимирович (ум. после 1292) - князь Пинский.
- Демид Владимирович (ум. после 1292) - князь Пинский.
- Юрий Владимирович (ум. 1292) - князь Пинский.